# Бардеев, Александр Петрович
Алекса́ндр Петро́вич Барде́ев (4 [17] апреля 1910 года — 26 января 1988 года) — советский офицер, военный лётчик, участник советско-финской и Великой Отечественной войн, командир эскадрильи 366-го ближнебомбардировочного авиационного полка 219-й бомбардировочной авиационной дивизии 4-й воздушной армии Закавказского фронта, майор.
Герой Советского Союза (13.12.1942), гвардии полковник запаса с 1958 года.

## Биография
Родился 4 (17) апреля 1910 года в городе Екатеринославе в семье рабочего. Русский. Член ВКП(б) с 1930 года. В 1929 году окончил неполную среднюю школу. Учился в Днепропетровском коммунистическом университете.
В Красной армии с 1932 года. В 1934 году окончил военную школу пилотов. Участник советско-финской войны 1939—1940 годов. На фронтах Великой Отечественной войны с октября 1941 года.
Командир эскадрильи 366-го ближнебомбардировочного авиационного полка (219-я бомбардировочная авиационная дивизия, 4-я воздушная армия, Закавказский фронт) майор Александр Бардеев к октябрю 1942 года совершил сто пять боевых вылетов на разведку и бомбардировку войск противника.
Эскадрилья под командованием майора Бардеева А. П. к этому времени осуществила восемьсот тридцать боевых вылетов.
Указом Президиума Верховного Совета СССР «О присвоении звания Героя Советского Союза начальствующего и рядового состава Красной Армии» от 13 декабря 1942 года за «образцовое выполнение боевых заданий командования на фронте борьбы с немецкими захватчиками и проявленные при этом мужество и геройство» майору Бардееву Александру Петровичу присвоено звание Героя Советского Союза с вручением ордена Ленина и медали «Золотая Звезда» (№ 591)

.
С декабря 1942 года и до Победы над гитлеровской Германией А. П. Бардеев — командир 366-го отдельного разведывательного авиационного полка, который 11 апреля 1944 года, за отличия в боях при освобождении города Керчи, получил почётное наименование «Керченский» и в тот же день приказом Наркома обороны СССР преобразован в 164-й гвардейский отдельный разведывательный Керченский авиационный полк.
После войны гвардии полковник Бардеев А. П. продолжал службу в ВВС СССР. В 1958 году уволен в запас. Жил в городе Днепропетровске. Скончался 26 января 1988 года.

## Награды
- Медаль «Золотая Звезда» Героя Советского Союза (№ 591)
- Орден Ленина
- Четыре ордена Красного Знамени
- Орден Александра Невского
- Два ордена Отечественной войны I степени
- Могила Бардееву Александру Петровичу на Сурско-Литовском кладбище в ДнепреОрден Красной Звезды
- Медали, в том числе:

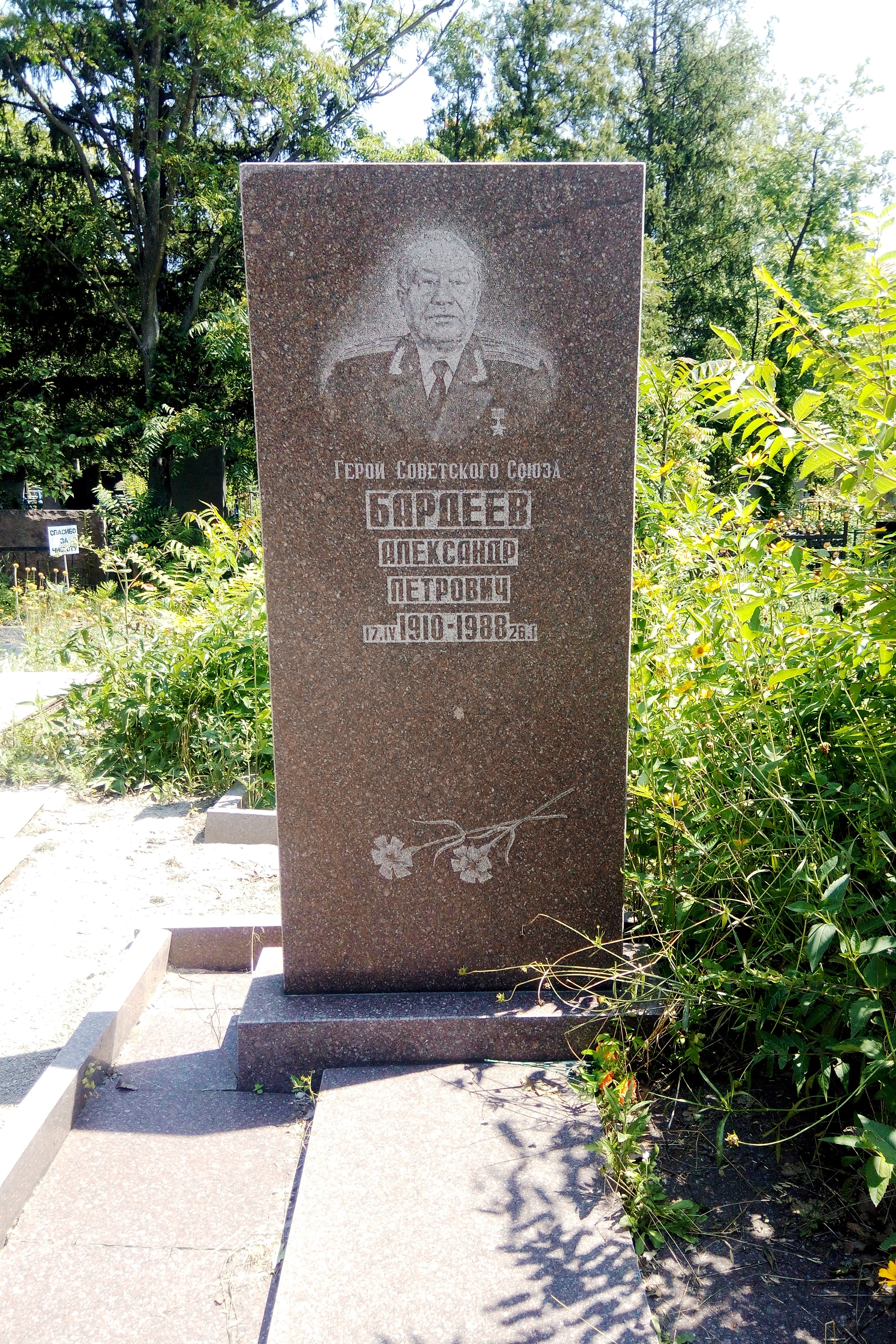
Могила Бардееву Александру Петровичу на Сурско-Литовском кладбище в Днепре

  - Медаль «За победу над Германией в Великой Отечественной войне 1941—1945 гг.»
  - Юбилейная медаль «Двадцать лет Победы в Великой Отечественной войне 1941—1945 гг.»
  - Юбилейная медаль «Тридцать лет Победы в Великой Отечественной войне 1941—1945 гг.»
  - Юбилейная медаль «Сорок лет Победы в Великой Отечественной войне 1941—1945 гг.»
- Орден «Крест Грюнвальда» 3-й степени (ПНР)

## Память
- Похоронен в Днепропетровске на Сурско-Литовском кладбище.